# Bisztritz Dávid ha-Kóhén
Bisztritz Dávid Ha-Kohen (? – Milchdorf, 1862.) rabbi.
Előbb Szemnicen volt rabbi, később a tejfalui hitközség élére került. 1862-ben megválasztották Hegyaljamádra, de még mielőtt elfoglalta volna az állást, hirtelen meghalt. Megjelent Bész Dóvid című műve, kommentár a Schulchan Áruch-hoz.